# Mario Lemina
Mario René Junior Lemina (Libreville, 1 de setembro de 1993) é um futebolista gabonês que atua como volante. Atualmente joga pelo Galatasaray.

## Carreira

### Lorient
Revelado pelo Lorient, Lemina ingressou nas categorias de base dos Merlus em 2005, ficando até 2013, ano em que fez sua estreia como profissional no jogo contra o Sedan, pela Copa da França. Permaneceu no clube até setembro, quando o Olympique de Marseille pagou 4 milhões de euros para contar com o atleta.

### Olympique de Marseille e Juventus
No OM, foram 50 partidas disputadas (41 pela Ligue 1 e cinco pela Copa da França) e dois gols marcados. Suas atuações chamaram a atenção de clubes tradicionais, como Liverpool, Southampton e West Ham, porém foi a Juventus quem venceu a disputa, contratando o jogador por empréstimo em 2015. Em agosto do mesmo ano, a Velha Senhora exerceu a compra definitiva de Lemina, que assinou um contrato válido até 2020.

### Southampton
No dia 8 de agosto de 2017, assinou com o Southampton por 17 milhões de euros.

### Galatasaray
Chegou ao Galatasaray no dia 2 de setembro de 2019, por empréstimo, com opção de compra no final do vínculo.

### Nice
Retornou ao futebol francês em 2021, sendo anunciado pelo Nice no dia 26 de julho.

## Seleção Nacional
Com passagens pelas equipes de base da França, Lemina foi sondado para jogar a Copa Africana de Nações de 2015; no entanto, acabou recusando a convocação.
Pouco depois, no dia 2 de junho, o volante decidiu atuar pela Seleção do Gabão, pela qual fez sua estreia contra a Tunísia, marcando um dos gols no empate por 3 a 3.

## Títulos
Juventus
- Serie A: 2015–16 e 2016–17
- Copa da Itália: 2015–16 e 2016–17

Galatasaray
- Süper Lig: 2024–25
- Copa da Turquia: 2024–25